# Членский взнос

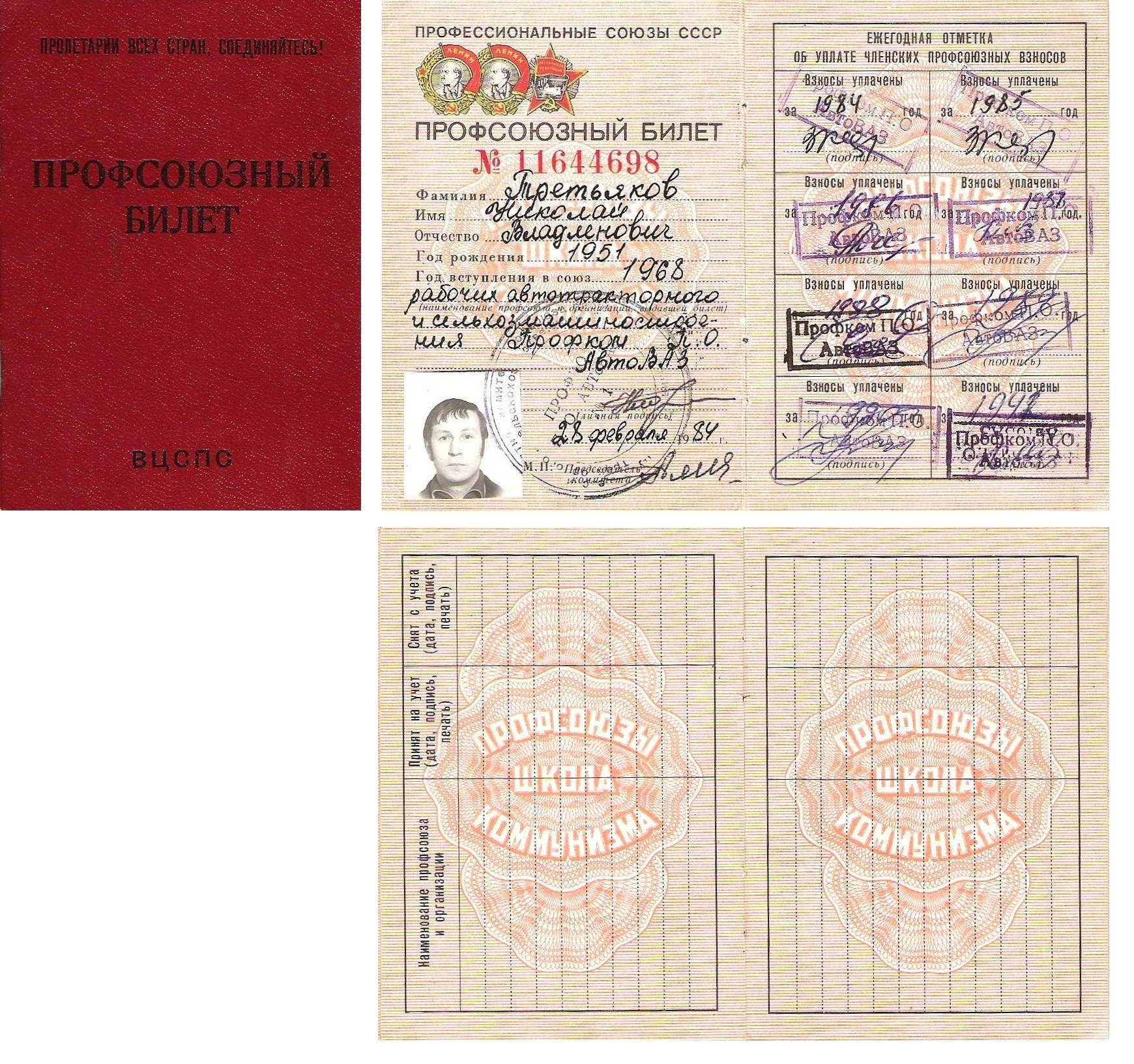
Профсоюзный билет ВЦСПС СССР с отметками о ежегодной уплате членских взносов

Членский взнос (англ. membership fees) — денежные средства, вносимые членами какого-либо объединения в кассу объединения при вступлении этих членов в организацию (вступительный членский взнос), регулярно (ежемесячный членский взнос) или эпизодически (эпизодические членские взносы).

## Определение
Согласно БСЭ взносы членские — это суммы денег (иные ценности), вносимые членами какого-либо объединения (кооператива, профессионального союза, товарищества и тому подобное) в кассу объединения при наличии специальных решений. Членские взносы переходят в собственность объединения или продолжают оставаться собственностью внесших их членов — паями. Способ установления величины, порядок их взыскания и использования зависит от правил организации, например в уездном городе Гольдинген Курляндской губернии талмуд-тора, с 1805 года, и некогда членский взнос 1,5 копейки в неделю.

## Типы членских взносов
Согласно БСЭ членские взносы бывают:
- вступительные — взносы при вступлении членов в организацию;
- ежемесячные — регулярные взносы членов в организацию;
- эпизодические — взносы членов в организацию при наступлении каких-либо событий.